# Bolla d'oro di Sicilia

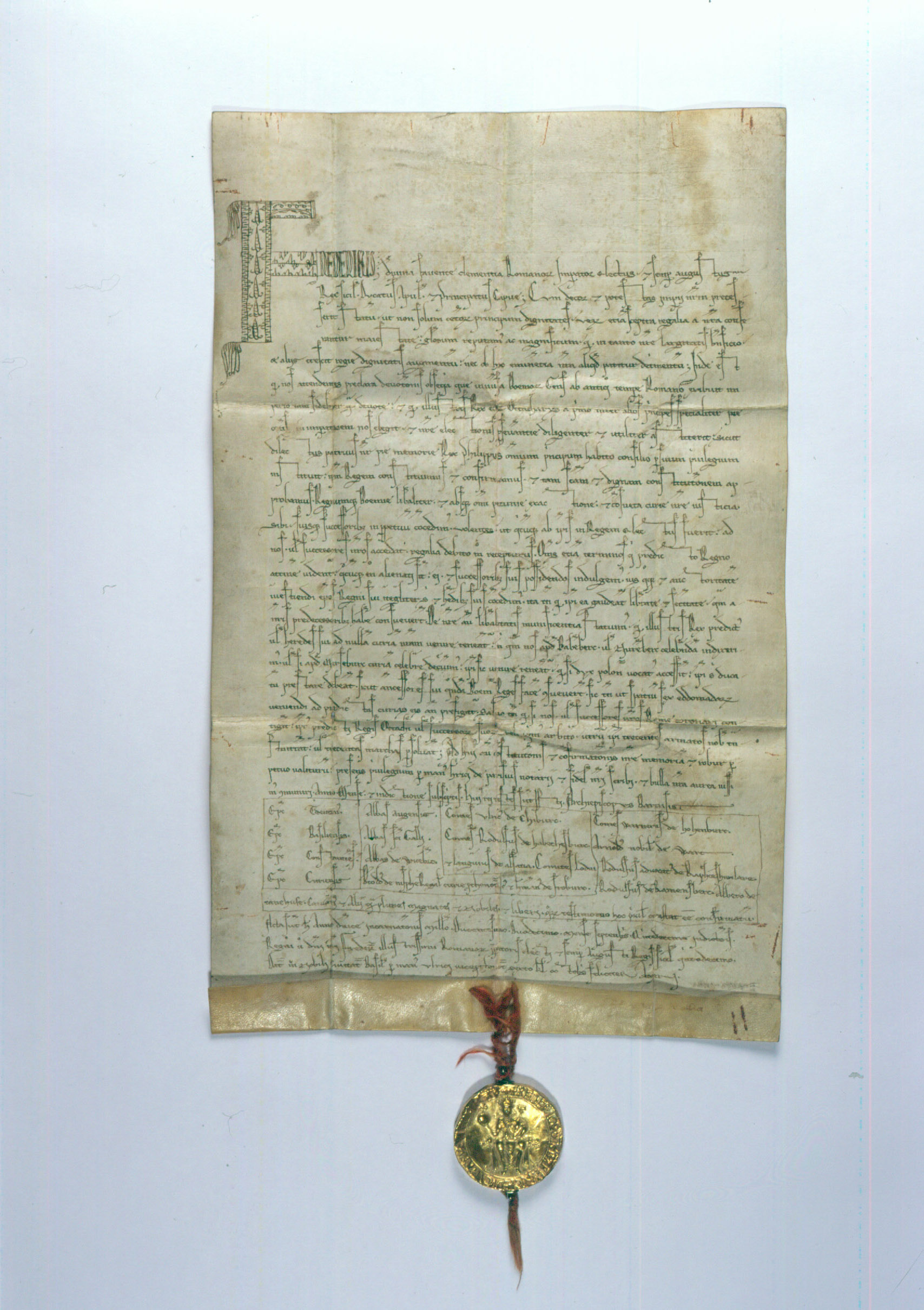
Bolla d'oro di Sicilia.

La bolla d'oro di Sicilia (in latino: Bulla Aurea Siciliæ, in tedesco: Sizilische Goldene Bulle, in ceco: Zlatá bula sicilská) è il nome dato al privilegio concesso dal re di Sicilia e futuro imperatore Federico II a Basilea il 26 settembre 1212. In esso, Federico II conferma la regalità del re di Boemia Ottocaro I della stirpe dei Přemyslidi e dei suoi successori e determina i diritti e i doveri dei re boemi all'interno del Sacro Romano Impero. La Bolla d'Oro di Sicilia, che in realtà si compone di tre documenti, è uno dei documenti più noti e importanti della storia boema. Nel XIX secolo e all'inizio del XX secolo fu usato come prova del diritto storico del popolo ceco ad avere un proprio stato.

## Origini
Due dei predecessori di Ottocaro avevano già ricevuto la dignità reale dall'imperatore, il duca Vrastislao II e il duca Vladislao II nel 1158. Essi ricevettero questo titolo per il loro sostegno all'imperatore, ma solo personalmente, non ereditariamente, e i loro successori regnarono nuovamente come duchi.
Solo Ottocaro I riuscì ad ottenere un titolo reale ereditario ed elevare così la terra di Boemia a regno. Ottocaro approfittò della rivalità tra il Welfen Ottone IV di Brunswick e lo Staufer Filippo di Svevia per la corona imperiale dopo la morte dell'imperatore Enrico VI. Appoggiò Filippo, ricevette da lui il titolo di re come privilegio ereditario nel 1198 e fu incoronato re di Boemia a Boppard. Nel 1203, Ottocaro I cambiò fazione e sostenne Ottone IV di Brunswick, che gli confermò il privilegio. Di conseguenza, Ottocaro fu incoronato di nuovo dal cardinale Guido di Praeneste (Palestrina?) nel campo dell'esercito fuori Merseburgo il 24 agosto 1203. Nel 1204, anche papa Innocenzo III riconobbe l'ereditarietà della corona reale boema.
Quando Ottone IV di Brunswick fu scomunicato nel 1210, Ottocaro I, insieme a suo fratello, il margravio moravo Vladislao Enrico, si schierò nuovamente con gli Hohenstaufen. All'elezione del futuro imperatore il 18 novembre 1211 a Norimberga, diede il suo voto a Federico, il nipote di Filippo di Svevia, che all'epoca era re di Sicilia. I principi imperiali inviarono quindi una delegazione in Sicilia (Anselmo di Justingen ed Enrico di Neuffen (dei signori di Neuffen?)) per informare il giovane Staufer dell'elezione. Federico II accettò l'elezione, lasciò la Sicilia e partì per la Germania. Attraversò le Alpi e poi fece emettere a Basilea il 26 settembre 1212 tre privilegi - le Bolle d'oro di Sicilia - per i suoi influenti alleati boemi, Ottocaro I e Vladislao Enrico.
Non ci sono prove che Ottocaro I o Vladislao Enrico fossero personalmente presenti a Basilea. Ma le carte sono state presumibilmente create con la loro cooperazione: è infatti difficile supporre che all'epoca ci fosse qualcuno nella corte del re siciliano abbastanza ben informato sulle condizioni in Boemia e sulle richieste di Ottocaro. È possibile che Ottocaro avesse dato a uno dei legati a Norimberga una lista di richieste boeme, che servì allo scriba, il notaio Henricus de Parisius, a Basilea come base per redigere le bolle.

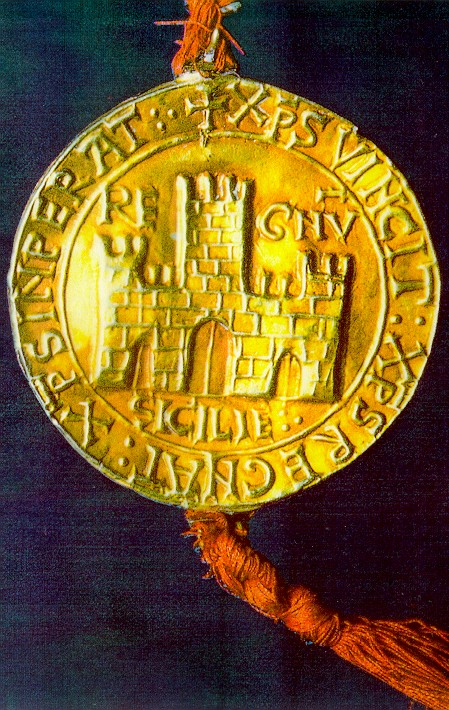
Bolla d'oro di Federico II come re di Sicilia.

## Nome
Il nome "Bolla d'oro di Sicilia" deriva dal sigillo reale di Sicilia in oro con cui Federico II ha autenticato i tre documenti. A quel tempo il sovrano non possedeva il sigillo dell'imperatore romano. Tuttavia, questo nome è stato usato dagli storici cechi solo dall'inizio del XX secolo; prima si parlava solo dei privilegi di Basilea del 26 settembre 1212. Il primo dei tre privilegi è il più noto e significativo; spesso ci si riferisce solo a questo come alla "Bolla d'oro di Sicilia".
Federico II si presenta in tutti e tre i documenti non solo come rex Sicilie (re di Sicilia), ma anche come Romanorum imperator electus (imperatore romano eletto). Non è chiaro perché Federico II abbia usato questo titolo, dato che a quel tempo non era ancora stato eletto imperatore. Una traduzione più accurata sarebbe quindi: "prescelto", cioè futuro imperatore.

## Contenuto della prima bolla
- Federico II conferma al re boemo Ottocaro I ed ai suoi futuri successori la regalità che suo zio re Filippo di Svevia (1198) gli aveva conferito in precedenza. Il motivo è che Ottocaro lo aveva sostenuto e votato per lui nell'elezione a imperatore romano;
- Federico II afferma inoltre che lui e i suoi successori avrebbero confermato in carica tutti i re eletti dalla nobiltà boema. Questo garantì alla nobiltà boema il diritto di eleggere da sola il proprio re. L'imperatore aveva solo il compito di confermare il re eletto in Boemia;
- Allo stato boemo vengono garantiti l'estensione territoriale e i confini (senza definirli più precisamente);
- Federico II concesse ai re boemi il diritto di investire nuovi vescovi nel loro paese. Questo aumentò il potere dei re boemi, poiché in precedenza era stato il diritto dell'imperatore (fin dai tempi in cui Enrico I lottò contro Arnolfo il Malvagio per ottenerne il monopolio);
- Il re boemo non è obbligato a partecipare agli Hoftag convocati, a meno che non abbiano luogo vicino alle frontiere del paese: cioè a Bamberga, Norimberga o Merseburgo. Se il duca polacco accetta l'invito, il re boemo deve fornirgli una scorta.
- In caso di incoronazione imperiale a Roma, il re boemo è obbligato a fornire una scorta di 300 uomini a cavallo, o a pagare una somma di 300 marchi in argento in sostituzione.

## Contenuto della seconda bolla
- Federico II concede e conferma a Ottocaro I piccoli possedimenti imperiali e feudi vicino ai confini nazionali, nell'Alto Palatinato, nel Vogtland e nel Pleißenland.

## Contenuto della terza bolla
- La terza bolla è destinata a Vladislao Enrico, che amministrò i territori moravi in qualità di margravi. Esso riceverà un misterioso "Mocran et Mocran". Dietro questa espressione incomprensibile, si sospetta o un feudo imperiale di ubicazione sconosciuta o le parole "Moravia e Moravia", che sarebbero state mutilate in Mocran et Mocran a seguito di una svista durante la produzione del documento. In quest'ultimo caso, Vladislao Enrico avrebbe ottenuto il riconoscimento del suo dominio come suo fratello[1].

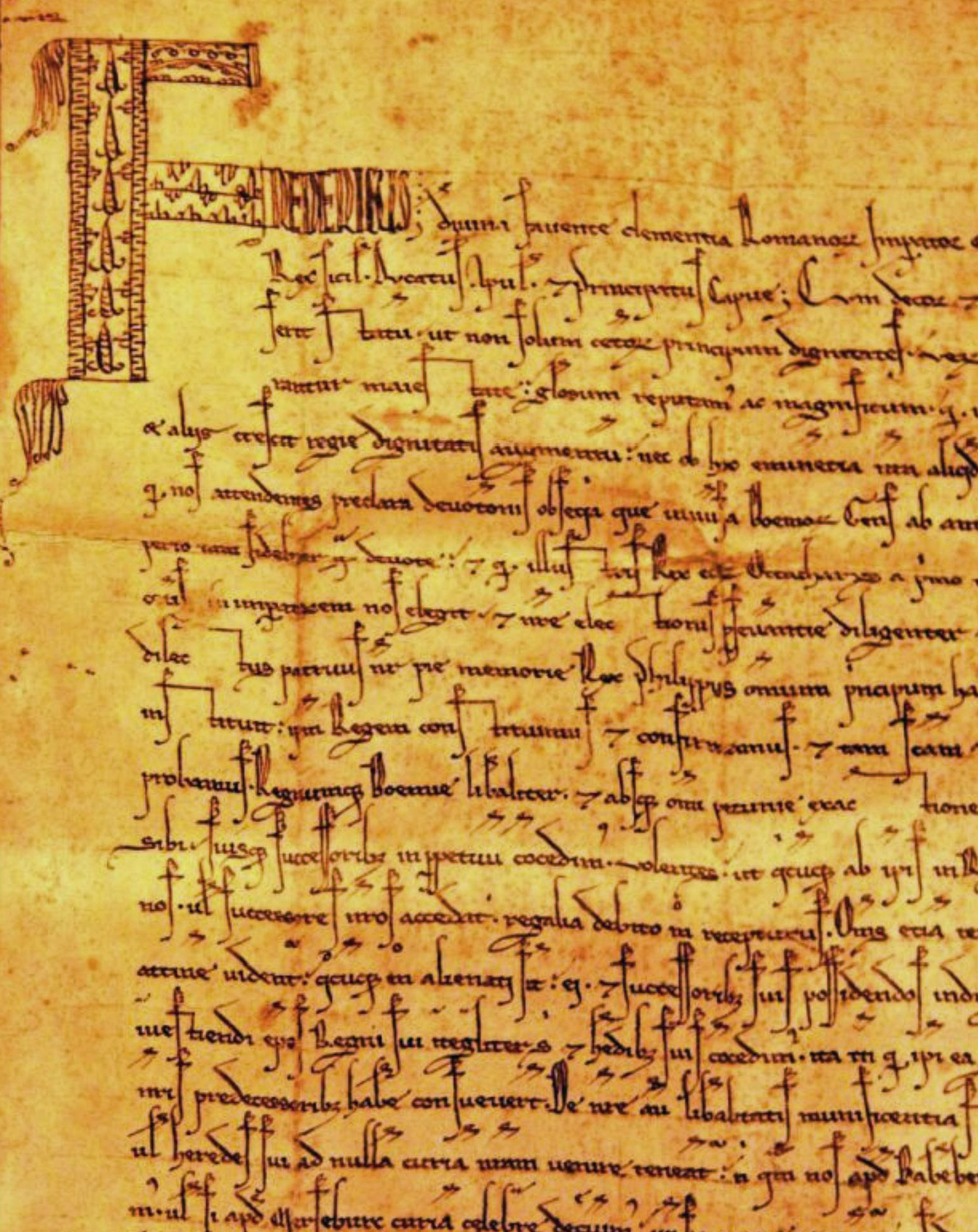
Particolare della Bolla d'Oro di Sicilia.

## Significato
La Bolla d'Oro di SIcilia è un importante documento di fondazione del regno di Boemia e regolava i rapporti di esso con il Sacro Romano Impero. La sua creazione mostra il prestigio dei governanti boemi e la crescente influenza che avevano guadagnato nell'Europa centrale nel XIII secolo. Dal punto di vista degli storici di oggi, tuttavia, non ha il significato preponderante di fondazione dello stato che gli storici cechi del XIX e dell'inizio del XX secolo gli hanno attribuito.
Non sembra aver giocato un ruolo importante per i re přemyslidi del XIII secolo. Non è citata nella cosiddetta bolla d'oro di Ulm del 1216, in cui Federico II confermò le regole di successione dei re boemi, né c'è alcuna prova che abbia trovato qualche uso nell'intronizzazione dei successori di Ottocaro. Non c'è nemmeno alcuna prova che Ottocaro I abbia rivendicato i possedimenti concessogli dalla seconda bolla.
La consapevolezza dell'importanza della Bolla d'oro di SIcilia fu portata in auge per la prima volta dal re di Boemia e imperatore Carlo IV, che la portò negli archivi della corona, la rieditò insieme ad altri nove privilegi chiave del regno, la dotò di un nuovo sigillo e la fece confermare solennemente agli atti della dieta il 7 aprile 1348. In questo modo, Carlo IV voleva riprendere le vecchie tradizioni přemyslidi con la sua regalità. Dopo la battaglia della Montagna Bianca (1620), la Bolla fu quasi completamente dimenticata e fu riscoperta come documento chiave della storia ceca solo nel movimento di rinascita nazionale ceca nel XIX secolo.
Gli storici cechi del XIX secolo e dell'inizio del XX secolo videro l'anno 1212 come un punto di svolta, quando Ottocaro I riuscì ad ottenere lo status di monarchia ereditaria per le terre ceche e ad assicurare un'ampia indipendenza legale dal Deutsches Reich con la Bolla d'oro di Sicilia. Questa interpretazione ha poi trovato la sua strada nei libri di testo e nell'opinione pubblica. La Bolla d'oro di Sicilia servì anche come prova del diritto storico del popolo ceco a un proprio stato.

## Ulteriore destino dei documenti
Non è noto come i tre documenti siano giunti da Basilea a Praga nel 1212 se il loro contenuto corrispondeva alle idee dei destinatari. Furono poi conservati per un certo periodo nel castello di Praga e (ad esempio durante le guerre hussite) al castello di Karlštejn fino a quando non furono trasportati a Vienna nel 1750 insieme alla maggior parte degli archivi della Corona Boema. Vi rimasero fino al 1920, quando gli archivi della Corona furono restituiti a Praga con il trattato di Saint-Germain il 21 novembre.
Oggi, gli originali dei tre documenti sono conservati nell'Archivio Nazionale della Repubblica Ceca a Praga, nel fondo "Archivi della Corona Ceca", (Archiv České koruny), No. 2.
Il testo latino è stato pubblicato da G. Friedrich in: Codex diplomaticus et epistolaris regni Bohemiae, II, Praga 1912, n. 96, 97, 98, pp. 92–97.
In occasione dell'800º anniversario dell'emissione della Bolla d'oro di Sicilia, il documento è stato esposto al pubblico per quattro giorni nel settembre 2012 all'Archivio Nazionale sotto stretta sorveglianza.